# Bab El Louk
Bab El Louk (ou Bab al-Louq communément en anglais, باب اللوق en arabe égyptien), est un quartier situé dans le centre du Caire en Égypte.

## Le marché de Bal El Louk
Ce marché moderne, couvert, d'une architecture métallique, date de 1912 ; il est un des premiers du genre en Égypte, après celui d'Attaba, qui résultait de l'initiative du khédive Ismaël, désireux de doter le Caire d'un style urbanistique plus européanisé. La construction du marché d'Attaba de 6 000 mètres carrés avait été achevée à la fin des années 1890.
Le marché de Bab el Louk résulte quant à lui de l'initiative privée de Youssef Aslan Cattaui, qui détient la Société des Halles centrales du Caire ; il s'étend sur un terrain de 6 200 mètres carrés. Ce marché couvert (la toiture métallique est de 24 mètres de hauteur), destiné à la vente de denrées alimentaires, se veut plus hygiénique que les anciens, qui prenaient la forme de petits commerces de proximité ou d'étals mobiles.

## Sites particuliers
Le quartier de Bab El Louk abrite notamment :
- le Ministère de l'Intérieur égyptien.
- le lycée Al Horreya à Bab El Louk.
- le collège des Frères du Caire.